# Euptilon decipiens
Euptilon decipiens is een insect uit de familie van de mierenleeuwen (Myrmeleontidae), die tot de orde netvleugeligen (Neuroptera) behoort. 
Euptilon decipiens is voor het eerst wetenschappelijk beschreven door Banks in 1935.